# Grigorie Scarlat Caradja
Grigorie Scarlat Caradja (sau Gheorghe Caragea) (în greacă Γεώργιος Καρατζάς; n.  ? – d. 1765), din familia Caradja de origine bizantină, a fost un mare dragoman (interpret) al Sublimei Porți în perioada martie 1764 - 1765. A fost fiul lui Scarlat Caradja 1695-1780), dragoman al ambasadorului Olandei.  Unchiul său, Jean Caradja (1700-1793), a fost patriarh al Constantinopolului (1761-1763). 